# Destiny Calling
"Destiny Calling" är en sång skriven av Kristofer Östergren och inspelad av Melody Club 2006 på albumet Scream. I november 2006 släpptes den som singel. och nådde som högst en 15:e-plats på den svenska singellistan.

## Listplaceringar
| Lista (2006-2007) | Topplacering |
| ----------------- | ------------ |
| Sverige           | 15           |

### Fotnoter
1. ↑  ”Scream”. Svensk mediedatabas. 27 februari 2006. http://smdb.kb.se/catalog/id/002057190. Läst 7 februari 2015.
2. ↑  ”Destiny Calling”. Svensk mediedatabas. 27 februari 2006. http://smdb.kb.se/catalog/id/002048689. Läst 7 februari 2015.
3. ↑  ”Destiny Calling”. Swedishcharts. 27 februari 2006. http://swedishcharts.com/showitem.asp?interpret=Melody+Club&titel=Destiny+Calling&cat=s. Läst 7 februari 2015.